# Ascalaphus procax
Ascalaphus procax is een insect uit de familie van de vlinderhaften (Ascalaphidae), die tot de orde netvleugeligen (Neuroptera) behoort. 
Ascalaphus procax is voor het eerst wetenschappelijk beschreven door Walker in 1853.